# خوسيه ألدو (لاعب كرة قدم)
خوسيه ألدو هو لاعب كرة قدم برازيلي في مركز الوسط، ولد في 25 يوليو 1998 في Surubim ‏ في البرازيل.

## وصلات خارجية
- خوسيه ألدو (لاعب كرة قدم) على موقع قاعدة بيانات كرة القدم.إي يو (الإنجليزية)
- خوسيه ألدو (لاعب كرة قدم) على موقع Soccerway.com (الإنجليزية)